# Magdalena Krukowska
Magdalena Krukowska (ur. 16 lipca 1987) – polska kajakarka, dwukrotna medalistka mistrzostw świata i dwukrotna medalistka mistrzostw Europy.

## Kariera
Jest zawodniczką UKS Dojlidy Białystok. Brązowa medalistka mistrzostw świata w Poznaniu w 2010 roku w konkurencji kajaków w K-4 (razem z Anetą Konieczną, Karoliną Nają i Sandrą Pawełczak) na dystansie 500 m. Rok później, na mistrzostwach świata w Segedynie zdobyła wicemistrzostwo świata w K-2 na dystansie 200 m (razem z Karoliną Nają). Zdobyła także dwa medale na mistrzostwach Europy: brązowy w czwórkach (razem z Martą Walczykiewicz, Eweliną Wojnarowską i Małgorzatą Chojnacką) na ME w Brandenburgu w 2009 roku oraz srebrny w dwójkach na 200 m (razem z Karoliną Nają) podczas ME w Montemor-o-Velho w 2013 roku.
Na Uniwersjadzie w Kazaniu zdobyła brązowy medal (K-4 500 m) z Agnieszką Kowalczyk, Edytą Dzieniszewską i Eweliną Wojnarowską.
Prowadzi spotkania z młodzieżą w klubie sportowym Hubertus Biały Bór. Jej rodzeństwem są: Robert, Adam i Paweł.